# Rihard I. Levjesrčni
Rihard I. (8. september 1157 – 6. april 1199) je bil kralj Anglije od leta 1189 do svoje smrti leta 1199. Vladal je tudi kot vojvoda Normandije, Akvitanije in Gaskonje, lord Cipra ter grof Poitiersa, Anjouja, Maine in Nantesa, in bil v istem obdobju v različnih časih vladar Bretanje. Bil je tretji od petih sinov angleškega kralja Henrika II. in Eleanore Akvitanske in zdelo se je malo verjetno, da bo postal kralj, toda vsi njegovi bratje razen najmlajšega Ivana so umrli pred svojim očetom. Rihard je znan kot Richard Cœur de Lion (normansko francosko: Le quor de lion) ali Rihard Levjesrčni zaradi svojega slovesa velikega vojskovodje in bojevnika. Trubadur Bertran de Born ga je imenoval tudi Richard Oc-e-Non (okcitansko za Da in Ne), verjetno zaradi slovesa jedrnatosti.
Pri 16 letih je Richard prevzel poveljstvo nad lastno vojsko in zadušil upore proti očetu v Poitouju. Rihard je bil pomemben krščanski poveljnik med tretjo križarsko vojno, vodil je kampanjo po odhodu Filipa II. Francoskega in dosegel precejšnje zmage proti svojemu muslimanskemu nasprotniku Saladinu, čeprav je dokončal mirovno pogodbo in končal kampanjo, ne da bi ponovno zavzel Jeruzalem.
Richard je verjetno govoril francosko in okcitansko. Rodil se je v Angliji, kjer je preživel otroštvo; preden je postal kralj, pa je večino svojega odraslega življenja preživel v vojvodini Akvitaniji na jugozahodu Francije. Po kronanju je v Angliji preživel zelo malo časa, morda le šest mesecev. Večino svojega kraljevega življenja je preživel na križarskih vojnah, v ujetništvu ali dejavno branil svoje dežele v Franciji. Namesto da bi na svoje kraljestvo gledal kot na odgovornost, ki zahteva njegovo prisotnost kot vladarja, so ga razumeli, kot da ga raje uporablja zgolj kot vir dohodka za podporo svojih vojsk. Kljub temu so ga podložniki imeli za pobožnega junaka. Ostaja eden redkih angleških kraljev, ki se ga pogosteje spominjajo po epitetu kot po vladarski številki in je trajna ikona tako v Angliji kot v Franciji.

## Zgodnje življenje in ustoličenje v Akvitaniji

### Otroštvo
Rihard se je rodil 8. septembra 1157 verjetno v palači Beaumont v Oxfordu v Angliji, kot sin angleškega kralja Henrika II. in Eleanore Akvitanske. Bil je mlajši brat Henrika, mlajšega in Matilde, vojvodinje Saške. Kot mlajši sin kralja Henrika II. ni bilo pričakovano, da se bo povzpel na prestol. Bil je tudi starejši brat Geoffreya II., vojvode Bretanije, kraljice Eleonore Kastiljske, kraljice Ivana Sicilske in Ivana, grofa Mortaina, ki ga je nasledil kot kralj. Richard je bil mlajši polbrat po materini strani Marie Francoske, grofice Champagne in Alix, grofice Bloisa.
Henrik II. in Eleonorin najstarejši sin Viljem IX., grof Poitierski, je umrl pred Rihardovim rojstvom. Rihard je pogosto prikazan kot najljubši sin svoje matere. Njegov oče je bil Angevin-Norman in pravnuk Viljema Osvajalca. Sodobni zgodovinar Ralph de Diceto je sledil rodu družine prek Matilde Škotske do anglosaških kraljev Anglije in Alfreda Velikega, od tam pa jih je legenda povezala z Noetom in Wodenom. Po anžujski družinski tradiciji je bila v njihovem rodu celo 'peklenska kri', s trditvijo, da izvira iz vile ali ženskega demona Meluzine.
Medtem ko je njegov oče obiskal svoje dežele od Škotske do Francije, je Rihard svoje otroštvo verjetno preživel v Angliji. Njegov prvi zabeleženi obisk evropske celine je bil maja 1165, ko ga je mati odpeljala v Normandijo. Njegova dojilja je bila Hodierna iz St. Albansa, ki ji je dal velikodušno pokojnino, potem ko je postal kralj. O Rihardovi izobrazbi je malo znanega. Čeprav je bil rojen v Oxfordu in odraščal v Angliji do svojega osmega leta, ni znano, v kolikšni meri je uporabljal ali razumel angleščino; bil je izobražen človek, ki je pesnil in pisal v limousinščini (lenga d'òc) in tudi v francoščini.
Med svojim ujetništvom je angleški predsodek do tujcev na preračunljiv način uporabil njegov brat Ivan, da bi pomagal uničiti avtoriteto Rihardovega kanclerja Williama Longchampa, ki je bil Norman. Ena od posebnih obtožb, ki jih je proti Longchampu vložil Ivanov zagovornik Hugh Nonant, je bila, da ni znal govoriti angleško. To kaže, da se je do konca 12. stoletja od tistih, ki so imeli oblast v Angliji, pričakovalo znanje angleščine.
Richard naj bi bil zelo privlačen; njegovi lasje so bili med rdečimi in blond, bil je svetlook in blede polti. Po mnenju Clifforda Brewerja je bil visok 1,96 m, čeprav tega ni mogoče preveriti, saj so bili njegovi ostanki izgubljeni vsaj od francoske revolucije. Ivan, njegov najmlajši brat, je bil znan po tem, da je bil visok 1,65 m.
Itinerarium peregrinorum et gesta regis Ricardi, latinska prozna pripoved o tretji križarski vojni, pravi: »Bil je visok, elegantne postave; barva njegovih las je bila med rdečo in zlato; njegovi udi so bili prožni in ravni, roke, primerne za vihtenje meča. Njegove dolge noge so se ujemale s preostalim delom telesa«.
Poročne zveze so bile med srednjeveškimi kraljevimi družinami običajne: vodile so do političnih zavezništev in mirovnih pogodb ter družinam omogočale, da so si nasledstvene pravice na ozemlju druge druge. Marca 1159 je bilo dogovorjeno, da se bo Rihard poročil z eno od hčera Ramona Berenguerja IV., grofa Barcelone; vendar ti dogovori niso uspeli in do poroke ni prišlo. Henrik mlajši je bil 2. novembra 1160 poročen z Margareto, hčerko Ludvika VII. Francoskega. Kljub temu zavezništvu med Plantageneti in Kapetinci, rodbino na francoskem prestolu, sta bili hiši včasih v sporu. Leta 1168 je bilo za sklenitev premirja potrebno posredovanje papeža Aleksandra III. Henrik II. je osvojil Bretanjo in prevzel nadzor nad Gisorsom in Vexinom, ki sta bila del Margaretine dote.
Zgodaj v 1160-ih so bili predlogi, da bi se Rihard moral poročiti z Alys, grofico iz Vexina, četrto hčerko Ludvika VII. zaradi rivalstva med angleškimi in francoskimi kralji je Ludvik oviral poroko. Mirovna pogodba je bila sklenjena januarja 1169 in Rihardova zaroka z Alys je bila potrjena. Henrik II. je načrtoval razdelitev svojega in Eleonorinega ozemlja med njune tri najstarejše preživele sinove: Henrik bi postal angleški kralj in imel nadzor nad Anžujem, Mainom in Normandijo, Rihard bi po materi podedoval Akvitanijo in Poitiers in Geoffrey bi postal vojvoda Bretanje s poroko s Constance, domnevno naslednico Conana IV. Na slovesnosti, kjer je bila Rihardova zaroka potrjena, se je poklonil francoskemu kralju Akvitanije, s čimer je zagotovil vezi med njima.
Potem ko je Henrik II. leta 1170 resno zbolel, je uveljavil svoj načrt za razdelitev svojih ozemelj, čeprav bi obdržal splošno oblast nad svojimi sinovi in njihovimi ozemlji. Mladi Henrik je bil junija 1170 okronan za dediča, leta 1171 pa je Rihard z materjo odšel v Akvitanijo in Henrik II. mu je na prošnjo Eleonore podelil vojvodino Akvitanijo. Richard in njegova mati sta se leta 1171 odpravila na potovanje po Akvitaniji, da bi pomirila tamkajšnje prebivalce. Skupaj sta položila temeljni kamen samostana svetega Avguština v Limogesu. Junija 1172, ko je bil star 14 let, je bil Rihard uradno priznan za vojvodo Akvitanije in grofa Poitouja, ko so mu podelili emblema s sulico in zastavo njegovega urada; obred je potekal v Poitiersu in se je ponovil v Limogesu, kjer je nosil prstan svete Valerije, ki je bila poosebitev Akvitanije.

### Upor proti Henriku II.
Po mnenju Ralpha iz Coggeshalla je Henrik mlajši spodbudil upor proti Henriku II.; želel je neodvisno vladati vsaj delu ozemlja, ki mu ga je obljubil njegov oče in se znebiti odvisnosti od Henrika II., ki je nadzoroval blagajne. Pojavile so se govorice, da je Eleonora morda spodbudila svoje sinove k uporu proti očetu.
Mladi kralj Henrik je zapustil svojega očeta in odšel na francoski dvor ter iskal zaščito Ludvika VII.; kmalu sta mu sledila mlajša brata Rihard in Geoffrey, medtem ko je petletni Ivan ostal v Angliji. Ludvik je podprl tri brate in celo povzdignil Riharda v viteza, kar jih je povezalo z vazalstvom. Jordan Fantosme, sodobni pesnik, je upor opisal kot »vojno brez ljubezni«.
Brata sta na francoskem dvoru prisegla, da ne bosta sklenila dogovora s Henrikom II. brez soglasja Ludvika VII. in francoskih baronov. Ob podpori Ludvika je Henrik mlajši z obljubami o zemljišču in denarju k svoji stvari pritegnil številne barone; en tak baron je bil Filip I., grof Flandrije, ki so mu obljubili 1000 funtov in več gradov. Bratje so imeli tudi podpornike, ki so se bili pripravljeni dvigniti v Angliji. Robert de Beaumont, 3. grof Leicesterski, je združil moči s Hughom Bigodom, 1. grofom Norfolškim, Hughom de Keveliocom, 5. grofom Chesterskim, in Williamom I. Škotskim za upor v Suffolku. Zavezništvo z Ludvikom je bilo sprva uspešno in do julija 1173 so uporniki oblegali Aumale, Neuf-Marché in Verneuil, Hugh de Kevelioc pa je zavzel Dol v Bretanji. Rihard je odšel v Poitou in dvignil njemu in materi zveste barone v upor proti očetu. Eleonora je bila ujeta, tako da je Rihard sam vodil svojo kampanjo proti podpornikom Henrika II. v Akvitaniji. Odpravil se je, da bi zavzel La Rochelle, vendar so ga prebivalci zavrnili; umaknil se je v mesto Saintes, ki ga je ustanovil kot bazo operacij.
Medtem je Henrik II. zbral zelo drago vojsko z več kot 20.000 plačanci, s katerimi se je soočil z uporom. Korakal je proti Verneuilu, Ludvik pa se je umaknil pred njegovimi silami. Vojska je ponovno zavzela Dol in pokorila Bretanjo. Na tej točki je Henrik II. svojim sinovom ponudil mir; po Ludvikovem nasvetu je bila ponudba zavrnjena. Sile Henrika II. so presenetile Saintes in zajele velik del garnizije, čeprav je Rihardu uspelo pobegniti z majhno skupino vojakov. Do konca vojne se je zatekel v Château de Taillebourg. Henrik mlajši in grof Flandrije sta nameravala pristati v Angliji, da bi pomagala uporu, ki ga je vodil grof Leicesterski. V pričakovanju tega se je Henrik II. vrnil v Anglijo s 500 vojaki in svojimi ujetniki (vključno z Eleonoro ter ženami in zaročenkami njegovih sinov),  toda ob prihodu je ugotovil, da je upor že propadel. Viljem I. Škotski in Hugh Bigod sta bila ujeta 13. oziroma 25. julija. Henrik II. se je vrnil v Francijo in začel oblegati Rouen, kjer se je Ludviku VII. pridružil Henrik mlajši, potem ko je opustil svoj načrt za napad na Anglijo. Ludvik je bil poražen in septembra 1174 je bila podpisana mirovna pogodba, pogodba iz Montlouisa.

### Zadnja leta vladavine Henrika II.
Po koncu vojne se je začel proces pacifikacije provinc, ki so se uprle Henriku II. Kralj je v ta namen odpotoval v Anjou, Geoffrey pa je opravil z Bretanjo. Januarja 1175 so Riharda poslali v Akvitanijo, da bi kaznoval barone, ki so se borili zanj. Zgodovinar John Gillingham ugotavlja, da je kronika Rogerja iz Howdena glavni vir Rihardovih dejavnosti v tem obdobju. Po kroniki naj bi večino gradov, ki so pripadali upornikom, vrnili v stanje, v kakršnem so bili 15 dni pred izbruhom vojne, druge pa porušili. Glede na to, da je bilo takrat že običajno, da so bili gradovi zgrajeni iz kamna in da so številni baroni svoje gradove razširili ali utrdili, to ni bila lahka naloga. Roger iz Howdena beleži dvomesečno obleganje Castillon-sur-Agen; medtem ko je bil grad "zloglasno močan", so Richardove oblegovalne naprave pretekle branilce, da so se pokorili.
V tej kampanji je Rihard pridobil ime »Lev« ali »Levjesrčni« zaradi svojega plemenitega, pogumnega in ostrega vodstva. Omenjen je kot »ta naš lev« (hic leo noster) že leta 1187 v Topographia Hibernica Giraldusa Cambrensisa, medtem ko je priimek »levje srce« (le quor de lion) prvič zapisan v Ambroiseovi L'Estoire de la Guerre Sainte v kontekstu akcije Accon leta 1191.
Zdelo se je, da Henrik ni bil pripravljen kateremu koli od svojih sinov zaupati sredstev, ki bi jih lahko uporabili proti njemu. Domnevalo se je, da si je Henrik prisvojil Alys, Rihardovo zaročenko, hčerko Ludvika VII. Francoskega od njegove druge žene, za svojo ljubico. Zaradi tega je bila poroka med Rihardom in Alys v očeh Cerkve tehnično nemogoča, toda Henrik se je izmikal: Alysino doto, Vexin v Île-de-France, je imel za dragoceno. Riharda so odvračali od tega, da bi se odrekel Alys, ker je bila sestra francoskega kralja Filipa II., tesnega zaveznika.
Potem ko mu ni uspelo strmoglaviti svojega očeta, se je Rihard osredotočil na zadušitev notranjih uporov plemičev v Akvitaniji, zlasti na ozemlju Gaskonje. Vse večja krutost njegove vladavine je pripeljala do velikega upora leta 1179. Uporniki so v upanju, da bodo Riharda zrinili s prestola, poiskali pomoč pri njegovih bratih Henriku in Geoffreyju. Do preobrata je prišlo v dolini Charente spomladi 1179. Dobro branjena trdnjava Taillebourg se je zdela nepremagljiva. Grad je bil s treh strani obdan s pečino, s četrte pa z mestom s triplastnim obzidjem. Rihard je najprej uničil in oropal kmetije in zemljišča, ki obdajajo trdnjavo, njenim branilcem pa ni pustil nobenih okrepitev ali črt za umik. Garnizija je pobegnila iz gradu in napadla Riharda; uspel je ukrotiti vojsko in nato slediti branilcem v odprta vrata, kjer je v dveh dneh zlahka zavzel grad. Zmaga Riharda Levjesrčnega pri Taillebourgu je mnoge barone odvrnila od misli na upor in jih prisilila, da so mu razglasili svojo zvestobo. V letih 1181–1182 se je Rihard soočil z uporom zaradi nasledstva grofije Angoulême. Njegovi nasprotniki so se za pomoč obrnili na francoskega kralja Filipa II. in boji so se razširili po Limousin in Périgord. Pretirana okrutnost Rihardovih kaznovalnih pohodov je vzbudila še več sovražnosti.Turner & Heiser 2000, str. 264
Potem ko je Rihard ukrotil svoje uporne barone, je ponovno izzval svojega očeta. Od leta 1180 do 1183 je napetost med Henrikom in Rihardom naraščala, saj je kralj Henrik ukazal Rihardu, naj se pokloni Henriku mlajšemu, vendar je Rihard to zavrnil. Končno sta leta 1183 Henrik mlajši in Geoffrey, vojvoda Bretanje, vdrla v Akvitanijo, da bi pokorila Riharda. Rihardovi baroni so se pridružili spopadu in se obrnili proti svojemu vojvodi. Vendar je Rihardu in njegovi vojski uspelo zadržati invazijske vojske in vse ujetnike usmrtiti. Spopad se je za kratek čas ustavil junija 1183, ko je umrl Henrik mlajši. Z njegovo smrtjo je Rihard postal najstarejši preživeli sin in s tem dedič angleške krone. Kralj Henrik je zahteval, da se Rihard odreče Akvitaniji (ki jo je nameraval dati svojemu najmlajšemu sinu Ivanu kot dediščino). Rihard je zavrnil in spor med njima se je nadaljeval. Zaradi te zavrnitve je Henrik II. končno pripeljal kraljico Eleonoro iz zapora. Poslal jo je v Akvitanijo in zahteval, da Rihard prepusti svoja ozemlja svoji materi, ki bo znova vladala tem ozemljem.
Da bi okrepil svoj položaj, se je Rihard leta 1187 povezal z 22-letnim Filipom II., sinom Eleonorinega nekdanjega moža Ludvika VII., ki ga je rodila Adela Šampanjska. Roger of Howden je napisal:
 »Angleški kralj je bil zelo osupel in se je spraševal, kaj bi [to zavezništvo] lahko pomenilo, in je, upoštevajoč previdnostne ukrepe za prihodnost, pogosto pošiljal glasnike v Francijo, da bi odpoklicali svojega sina Riharda; ki se je pretvarjal, da je miroljuben in pripravljen priti k svojemu očetu, se je podal v Chinon in kljub osebi, ki je imela skrbništvo nad tem, odnesel večji del očetovih zakladov in utrdil svoje gradove v Poitou z istim, zavračal iti k svojemu očetu.«
Na splošno se Howden ukvarja predvsem s politiko odnosa med Rihardom in kraljem Filipom. Gillingham je obravnaval teorije, ki kažejo, da je bilo to politično razmerje tudi spolno intimno, kar domneva, da je verjetno izhajalo iz uradnega zapisa, ki je objavil, da sta kot simbol enotnosti med državama kralja Anglije in Francije spala čez noč v isti postelji. Gillingham je to označil kot »sprejeto politično dejanje, v katerem ni nič spolnega; ... nekoliko podobno sodobni priložnosti za fotografiranje«.
Ko je prispela novica o bitki pri Hattinu, je prevzel križ v Toursu v družbi drugih francoskih plemičev. V zameno za Filipovo pomoč proti očetu se je Rihard novembra 1188 Filipu poklonil. 4. julija 1189 so sile Riharda in Filipa porazile Henrikovo vojsko pri Ballansu. Henrik se je strinjal, da Riharda imenuje za svojega dediča. Dva dni pozneje je Henrik II. umrl v Chinonu in Rihard ga je nasledil kot angleški kralj, normandijski vojvoda in anžujski grof. Roger iz Howdena je trdil, da je Henryjevo truplo izkrvavelo iz nosu v Richardovi prisotnosti, kar naj bi bil znak, da je Rihard povzročil njegovo smrt.
Ko sta Henrik II. in Ludvik VII. 8. septembra 1174 sklenila premirje, so njegovi pogoji izrecno izključevali Riharda. Ker ga je Ludvik zapustil in se je bal, da bi se v bitki soočil z očetovo vojsko, je Rihard 23. septembra odšel na dvor Henrika II. v Poitiers in prosil za odpuščanje, jokal in padel pred Henrikove noge, ki je dal Rihardu poljub miru. Nekaj dni pozneje so se mu Rihardovi bratje pridružili pri iskanju sprave z očetom. Pogoji, ki so jih trije bratje sprejeli, so bili manj radodarni od tistih, ki so jim bili ponujeni prej v spopadu (ko so bili Rihardu ponujeni štirje gradovi v Akvitaniji in polovica dohodka iz vojvodstva): Rihard je dobil nadzor nad dvema gradovoma v Poitouju in polovico dohodka Akvitanije; Henrik mlajši je dobil dva gradova v Normandiji in Geoffreyu je bila dovoljena polovica Bretanje. Eleonora je ostala ujetnica Henrika II. do njegove smrti, delno kot zavarovanje za Rihardovo dobro vedenje.

## Kralj in križar

### Kronanje in protijudovsko nasilje
Rihard I. je bil uradno imenovan za vojvodo Normandije 20. julija 1189 in okronan za kralja v Westminstrski opatiji 3. septembra 1189. Tradicija je vsem Judom in ženskam prepovedovala investituro, vendar so nekateri judovski voditelji prispeli, da bi predstavili darila za novega kralja. Po besedah Ralpha iz Diceta so Rihardovi dvorjani slekli in bičali Jude, nato pa jih nagnali z dvora.
Ko so se razširile govorice, da je Rihard ukazal pobiti vse Jude, so prebivalci Londona napadli judovsko prebivalstvo. Številne judovske domove so uničili požigalci, več Judov pa je bilo prisilno spreobrnjenih. Nekateri so poiskali zatočišče v londonskem Towru, drugim pa je uspelo pobegniti. Med ubitimi je bil Jakob iz Orléansa, cenjen judovski učenjak. Roger Howden je v svoji Gesta Regis Ricardi trdil, da so nemire sprožili ljubosumni in nestrpni državljani ter da je Rihard storilce kaznoval in dovolil prisilno spreobrnjenemu Judu, da se je vrnil v svojo domačo vero. Canterburyjski nadškof Baldwin Forde se je odzval s pripombo: »Če kralj ni božji človek, je bolje, da je hudičev«. 
Užaljen, ker ga niso ubogali in zavedajoč se, da bi napadi lahko destabilizirali njegovo kraljestvo na predvečer njegovega odhoda na križarsko vojno, je Richard ukazal usmrtitev odgovornih za najbolj grozljive umore in preganjanja, vključno z izgredniki, ki so pomotoma požgali krščanske domove. Razdelil je kraljevo pismo, v katerem je zahteval, naj se Jude pusti pri miru. Vendar je bil edikt le ohlapno uveljavljen in naslednjega marca je prišlo do nadaljnjega nasilja, vključno s pokolom v Yorku.

### Križarski načrti
Rihard je že prevzel križ kot grof Poitouja leta 1187. Njegov oče in Filip II. sta to storila v Gisorsu 21. januarja 1188, potem ko sta prejela novico o padcu Jeruzalema v roke Saladina. Ko je Rihard postal kralj, sta se s Filipom strinjala, da gresta na tretjo križarsko vojno, saj se je vsak bal, da bi med njegovo odsotnostjo drugi lahko uzurpiral njegova ozemlja.
Rihard je prisegel, da se bo odrekel svoji pretekli hudobiji, da bi se pokazal vreden prevzeti križ. Začel je zbirati in opremljati novo križarsko vojsko. Porabil je večino očetove zakladnice (napolnjene z denarjem, zbranim s saladinsko desetino), zvišal davke in se celo strinjal, da osvobodi škotskega kralja Viljema I. njegove prisege podrejenosti Rihardu v zameno za 10.000 mark (6500 funtov). Da bi pridobil še več prihodkov, je prodal pravico do uradnih položajev, zemljišč in drugih privilegijev tistim, ki so se zanje zanimali. Tisti, ki so že bili imenovani, so bili prisiljeni plačati ogromne vsote, da so obdržali svoja delovna mesta. William Longchamp, elyjski škof in kraljev kancler, je ponudil 3000 funtov, da bi ostal kancler. Očitno ga je presegel neki Reginald Italijan, vendar je bila ta ponudba zavrnjena.
Rihard je naredil nekaj zadnjih dogovorov na celini. Ponovno je potrdil očetovo imenovanje Williama Fitza Ralpha na pomembno mesto senešala (dvorni upravitelj) Normandije. V Anjouju je bil Štefan iz Toursa zamenjan kot senešal in začasno zaprt zaradi davčnega slabega upravljanja. Payn de Rochefort, anžujski vitez, je postal senešal Anjouja. V Poitouju je bil bivši prošt Benona, Peter Bertin, imenovan za senešala in končno je bil uradnik Helie de La Celle izbran za senešala v Gaskoniji. Potem ko je Rihard preusmeril del svoje vojske, ki jo je pustil za varovanje svojih francoskih posesti, se je poleti 1190 končno podal na križarsko vojno. (Njegovo zamudo so kritizirali trubadurji, kot je Bertran de Born.) Za regenta je imenoval Hugha de Puiseta, škofa Durhama, in Williama de Mandevilla, 3. grofa Esseškega, ki je kmalu umrl in ga je zamenjal William Longchamp. Rihardov brat Ivan s to odločitvijo ni bil zadovoljen in je začel spletkariti proti Williamu Longchampu. Ko je Rihard zbiral sredstva za svojo križarsko vojno, naj bi izjavil: »Prodal bi London, če bi našel kupca.«

### Okupacija Sicilije
Septembra 1190 sta Rihard in Filip prispela na Sicilijo. Po smrti sicilskega kralja Viljema II. leta 1189 je oblast prevzel njegov bratranec Tancred, čeprav je bila zakonita dedinja Viljamova teta Constance, žena Henrika VI., cesarja Svetega rimskega cesarstva. Tancred je zaprl Viljamovo vdovo, kraljico Joan, ki je bila Rihardova sestra, in ji ni dal denarja, ki ga je podedovala po oporoki. Ko je Rihard prišel, je zahteval, da se njegova sestra izpusti in ji podeli dediščina; 28. septembra je bila izpuščena, a brez dediščine.[68] Prisotnost tujih vojakov je povzročila tudi nemire: oktobra so se prebivalci Messine uprli in zahtevali, da tujci odidejo. Rihard je napadel Messino in jo zavzel 4. oktobra 1190. Po plenjenju in požganju mesta je Rihard tam ustanovil svojo bazo, vendar je to povzročilo napetost med Rihardom in Filipom. Tam je ostal, dokler ni Tancred končno pristal na podpis pogodbe 4. marca 1191. Pogodbo so podpisali Rihard, Filip in Tancred.  Njegovi glavni pogoji so bili:
- Joan naj bi prejela 20.000 unč (570 kg) zlata kot nadomestilo za svojo dediščino, ki jo je Tancred obdržal.
- Rihard je uradno razglasil svojega nečaka, Arthurja iz Bretanije, Geoffreyjevega sina, za svojega dediča, Tancred pa je obljubil, da bo eno od svojih hčera poročil z Arthurjem, ko bo ta polnoleten in dal nadaljnjih 20.000 unč (570 kg) zlata, ki bo vrnjen Rihardu, če se Arthur ne bi poročil s Tancredovo hčerko.

Kralja sta nekaj časa ostala na Siciliji, vendar je to povzročilo naraščajoče napetosti med njima in njunimi možmi, pri čemer je Filip s Tancredom koval zaroto proti Rihardu.  Kralja sta se končno srečala, da bi razčistila zrak in dosegla dogovor, vključno s koncem Rihardove zaroke s Filipovo sestro Alys.

### Zasedba Cipra
Aprila 1191 je Rihard zapustil Messino in odšel v Acre, vendar je nevihta razgnala njegovo veliko ladjevje. Po nekaj iskanja je bilo odkrito, da je bila ladja z njegovo sestro Joan in njegovo novo zaročenko Berengario Navarsko zasidrana na južni obali Cipra, skupaj z razbitinami več drugih plovil, vključno z ladjo z zakladom. Preživele po razbitinah je vzel v ujetništvo otoški vladar Izak Komnenos.
1. maja 1191 je Rihardovo ladjevje prispelo v pristanišče Lemesos na Cipru. Izaku je ukazal, naj izpusti ujetnike in zaklad. Izak ga je zavrnil, zato je Rihard izkrcal svoje čete in zavzel Limassol. Istočasno so v Limassol prispeli različni knezi Svete dežele, zlasti Guy Lusignanski. Vsi so izjavili, da podpirajo Riharda pod pogojem, da podpre Guya proti njegovemu tekmecu, Konradu Montferraškem.
Lokalni magnati so zapustili Izaka, ki je razmišljal o tem, da bi sklenil mir z Rihardom, se mu pridružil v križarski vojni in ponudil svojo hčer v zakon osebi, ki jo je imenoval Rihard. Vendar si je Izak premislil in poskušal pobegniti. Rihardove čete, ki jih je vodil Guy de Lusignan, so do 1. junija osvojile ves otok. Izak se je predal in bil uklenjen v srebrne verige, ker je Rihard obljubil, da ga ne bo okoval. Rihard je za guvernerja imenoval Riharda de Camvilla in Roberta Thornhamskega. Kasneje je otok prodal mojstru templjarjev, Robertu de Sabléju, nato pa ga je leta 1192 pridobil Guy de Lusignan in postal je stabilno fevdalno kraljestvo.
Rihardovo hitro osvajanje otoka je bilo strateškega pomena. Otok zavzema ključni strateški položaj na pomorskih poteh do Svete dežele, katere okupacija s strani kristjanov se ne bi mogla nadaljevati brez podpore z morja. Ciper je ostal krščanska trdnjava do osmanske invazije leta 1570. Rihardov podvig je bil dobro razglašen in je prispeval k njegovemu ugledu, z osvojitvijo otoka pa je pridobil tudi znatne finančne dobičke.[79] Rihard je 5. junija s svojimi zavezniki zapustil Ciper in odšel v Acre.

### Poroka
Preden je zapustil Ciper na križarsko vojno, se je Rihard poročil z Berengario, prvorojeno hčerko navarskega kralja Sancha VI. Rihard se je z njo prvič zbližal na turnirju v njeni rodni Navari. Poroka je bila v Limassolu 12. maja 1191 v kapeli svetega Jurija in se je je udeležila Rihardova sestra Joan, ki jo je pripeljal s Sicilije. Poroka so praznovali z velikim pompom in sijajem, številnimi pogostitvami in zabavami ter javnimi paradami in praznovanji, ki so sledile v spomin na dogodek. Ko se je Rihard poročil z Berengario, je bil še vedno uradno zaročen z Alys in si je prizadeval za ujemanje, da bi pridobil Navarsko kraljestvo kot fevd, kot je bila Akvitanija za njegovega očeta. Poleg tega je Eleonora zagovarjala tekmo, saj je Navara mejila na Akvitanijo in s tem zavarovala južno mejo dežele svojih prednikov. Rihard je svojo novo ženo na kratko vzel s seboj na križarsko vojno, čeprav sta se vrnila ločeno. Berengaria je imela skoraj toliko težav pri poti domov kot njen mož in Anglijo je videla šele po njegovi smrti. Po izpustitvi iz nemškega ujetništva je Rihard pokazal nekaj obžalovanja svojega prejšnjega vedenja, vendar ni bil ponovno združen s svojo ženo. Zakon je ostal brez otrok.

### V Sveti deželi
Rihard je pristal v Akri 8. junija 1191. Podprl je svojega poitevinskega vazala Guya Lusignanskega, ki mu je na Ciper pripeljal vojake, da bi mu pomagali. Guy je bil vdovec po očetovi sestrični Sibili iz Jeruzalema in je poskušal obdržati jeruzalemsko kraljevanje, kljub ženini smrti med obleganjem Akre prejšnje leto. Guyevo zahtevo je izpodbijal Konrad Montferraški, drugi mož Sibilline polsestre Izabele: Konrada, čigar obramba Tira je leta 1187 rešila kraljestvo, sta podprla Filip Francoski, sin njegovega prvega bratranca Ludvika VII. drugega bratranca, Leopolda V., avstrijskega vojvode. Rihard se je povezal tudi s Humphreyjem IV. Toronskim, Isabellinim prvim možem, od katerega se je leta 1190 prisilno ločila. Humphrey je bil zvest Guyu in je tekoče govoril arabsko, zato ga je Rihard uporabil kot prevajalca in pogajalca.
Rihard in njegove sile so pomagale pri zavzetju Akke, kljub Rihardovi resni bolezni. V nekem trenutku, ko je zbolel za arnaldijo, boleznijo, podobno skorbutu, je s samostrelom odstranil stražarje na stenah, medtem ko so ga nosili na nosilih, pokritih »z veliko svileno odejo«. Sčasoma je Conrad Montferraški zaključil pogajanja o predaji s Saladinovimi silami znotraj Akke in dvignil prapore kraljev v mestu. Rihard se je prepiral z Leopoldom Avstrijskim zaradi odstavitve Izaka Komnena (v sorodu z Leopoldovo bizantinsko materjo) in njegovega položaja v križarski vojni. Leopoldov prapor je bil dvignjen ob angleški in francoski zastavi. Rihard in Filip sta si to razlagala kot arogantnost, saj je bil Leopold vazal cesarja Svetega rimskega cesarstva (čeprav je bil najvišji preživeli voditelj cesarskih sil). Rihardovi možje so strgali zastavo in jo vrgli v jarek Akke. Leopold je takoj zapustil križarsko vojno. Tudi Filip je kmalu zatem odšel zaradi slabega zdravja in po nadaljnjih sporih z Rihardom glede statusa Cipra (Filip je zahteval polovico otoka) in kraljevanja Jeruzalema. Rihard se je nenadoma znašel brez zaveznikov.
Richard je obdržal 2700 muslimanskih ujetnikov kot talce proti Saladinu, ki je izpolnjeval vse pogoje predaje ozemlja okoli Akke. Filip je svoje ujetnike pred odhodom zaupal Conradu, vendar ga je Rihard prisilil, da mu jih je izročil. Rihard se je bal, da bodo njegove sile zaprte v Akke, saj je verjel, da njegova kampanja ne bo mogla napredovati z ujetniki na pohodu. Zato je ukazal usmrtiti vse ujetnike. Nato se je premaknil proti jugu in premagal Saladinove sile v bitki pri Arsufu 50 km severno od Jaffe 7. septembra 1191. Saladin je poskušal nadlegovati Rihardovo vojsko, da bi razbil njeno formacijo, da bi jo premagal. Rihard je ohranil obrambno formacijo svoje vojske, dokler Hospitalci niso razbili vrst in napadli desno krilo Saladinovih sil. Rihard je nato ukazal splošni protinapad, ki je zmagal v bitki. Arsuf je bil pomembna zmaga. Muslimanska vojska kljub velikim žrtvam ni bila uničena, je pa pobegnila; muslimani so to imeli za sramotno in je dvignilo moralo križarjev. Novembra 1191, po padcu Jafe, je križarska vojska napredovala v notranjost proti Jeruzalemu. Vojska je nato odkorakala v Beit Nuba, le 12 milj od Jeruzalema. Muslimanska morala v Jeruzalemu je bila tako nizka, da bi prihod križarjev verjetno povzročil hiter padec mesta. Vendar je bilo vreme strašno slabo, hladno z močnim dežjem in nevihtami s točo; to, skupaj s strahom, da bi lahko križarska vojska, če bi oblegala Jeruzalem, ostala ujeta, je vodilo do odločitve, da se umaknejo nazaj na obalo.  Rihard se je poskušal pogajati s Saladinom, vendar je bilo to neuspešno. V prvi polovici leta 1192 je s svojimi četami ponovno utrdil Ascalon.
Volitve so prisilile Riharda, da sprejme Konrada Montferraškega za jeruzalemskega kralja, Ciper pa je prodal svojemu poraženemu varovancu Guyu. Le nekaj dni kasneje, 28. aprila 1192, so Conrada do smrti zabodli asasini,  preden je bil lahko okronan. Osem dni pozneje se je Rihardov lastni nečak Henrik II. Šampanjski poročil z ovdovelo Isabello, čeprav je nosila Conradovega otroka. Umor ni bil nikoli dokončno razrešen in Rihardovi sodobniki so na veliko sumili o njegovi vpletenosti.
Križarska vojska je še enkrat napredovala proti Jeruzalemu in junija 1192 je prišla v do mesta, preden se je bila ponovno prisiljena umakniti, tokrat zaradi nesoglasij med njenimi voditelji. Predvsem sta Rihard in večina vojaškega sveta želela prisiliti Saladina, da se odreče Jeruzalemu, tako da so napadli osnovo njegove moči z invazijo na Egipt. Vodja francoskega kontingenta Hugh III., vojvoda Burgundije, pa je bil neomajen, da je treba izvesti neposreden napad na Jeruzalem. To je križarsko vojsko razdelilo na dve frakciji in nobena ni bila dovolj močna, da bi dosegla svoj cilj. Rihard je izjavil, da bo spremljal vsak napad na Jeruzalem, a le kot preprost vojak; ni hotel voditi vojske. Brez enotnega poveljstva vojska ni imela druge izbire, kot da se je umaknila nazaj na obalo.
Začelo se je obdobje manjših spopadov s Saladinovimi silami, ki jih je zaznamoval še en poraz Ajubidske vojske v bitki pri Jaffi. Baha' al-Din, sodobni muslimanski vojak in Saladinov biograf, je zapisal poklon Rihardovi vojaški sposobnosti v tej bitki: »Zagotovili so mi ... da je tistega dne angleški kralj s sulico v roki jezdil vzdolž po celotni dolžini naše vojske od desne proti levi in nobeden od naših vojakov ni zapustil vrst, da bi ga napadel. Sultan je bil na to jezen in je jezen zapustil bojišče ...« Obe strani sta spoznali, da njuna stališča postajajo nevzdržna. Rihard je vedel, da sta tako Filip kot njegov lastni brat Ivan začela spletkariti proti njemu, morala Saladinove vojske pa je bila močno spodkopana zaradi ponavljajočih se porazov. Vendar je Saladin vztrajal pri porušitvi Ascalonovih utrdb, ki so jih Rihardovi možje ponovno zgradili, in nekaj drugih točkah. Rihard je še zadnjič poskušal okrepiti svoj pogajalski položaj s poskusom invazije na Egipt – Saladinovo glavno oskrbovalno bazo – vendar mu ni uspelo. Na koncu je Rihardu zmanjkalo časa. Spoznal je, da vrnitve ni več mogoče odlagati, saj sta tako Filip kot Ivan izkoriščala njegovo odsotnost. S Saladinom sta končno dosegla poravnavo 2. septembra 1192. Pogoji so predvidevali uničenje utrdb v Ascalonu, dovolili krščanskim romarjem in trgovcem dostop do Jeruzalema in začeli triletno premirje. Rihard, ki je zbolel za arnaldijo, je 9. oktobra 1192 odšel v Anglijo.

## Življenje po tretji križarski vojni

### Ujetništvo, odkupnina in vrnitev
Slabo vreme je prisililo Rihardovo ladjo, da je pristala na Krfu, v deželah bizantinskega cesarja Izaka II. Angela, ki je nasprotoval Rihardovi priključitvi Cipra, nekdanjega bizantinskega ozemlja. Preoblečen v viteza templjarja je Rihard s štirimi spremljevalci odplul s Krfa, vendar je njegova ladja doživela brodolom blizu Ogleja, zaradi česar so bili Rihard in njegova druščina prisiljeni na nevarno kopensko pot skozi srednjo Evropo. Na poti na ozemlje svojega svaka Henrika Leva je Riharda malo pred božičem 1192 blizu Dunaja ujel Leopold Avstrijski, ki je Riharda obtožil, da je poskrbel za umor njegovega bratranca Konrada Montferraškega. Poleg tega je Rihard osebno užalil Leopolda, ko je odvrgel njegovo zastavo z obzidja Akke.
Leopold je obdržal Riharda v jetništvu na gradu Dürnstein pod oskrbo Leopoldovega ministeriala Hadmarja iz Kuenringa. [98] Za njegovo nesrečo je kmalu izvedela Anglija, vendar so bili regenti nekaj tednov negotovi, kje je. Medtem ko je bil v zaporu, je Rihard napisal Ja nus hons pris ali Ja nuls om pres (Noben človek, ki je zaprt), ki je naslovljen na njegovo polsestro Marie. Pesem je napisal v francoski in okcitanski različici, da bi izrazil svoje občutke zapuščenosti s strani svojih ljudi in svoje sestre. Pridržanje križarja je bilo v nasprotju z javnim pravom in na tej podlagi je papež Celestin III. izobčil vojvodo Leopolda.
28. marca 1193 so Riharda pripeljali v Speyer in ga predali cesarju Svetega rimskega cesarstva Henriku VI., ki ga je zaprl v grad Trifels. Henrik VI. je bil prizadet zaradi podpore, ki so jo Plantageneti dali družini Henrika Leva, in zaradi Rihardovega priznanja Tankreda na Siciliji. Henrik VI. je potreboval denar, da je zbral vojsko in uveljavil svoje pravice nad južno Italijo, Riharda pa je še naprej zadrževal za odkupnino. Kljub temu je Celestin na Rihardovo pobudo okleval z izobčenjem Henrika VI., kot je bil vojvoda Leopolda, zaradi nadaljnjega neupravičenega zaprtja Riharda. Znano je, da Rihard ni želel pokazati spoštovanja do cesarja in mu je izjavil: »Rojen sem v položaju, ki ne priznava drugega kot Boga.« Kralju je bila sprva izkazana določena mera spoštovanja, kasneje pa so se na poziv Filipa iz Dreuxa, škofa iz Beauvaisa in bratranca Filipa Francoskega, razmere v Rihardovem ujetništvu poslabšale in držali so ga v verigah, »tako težkih«, je izjavil Rihard, »da bi se konj ali osel s težavo premikal pod njimi.«]
Cesar je zahteval, da se mu izroči 150.000 mark (100.000 funtov srebra), preden izpusti kralja, enak znesek, ki je bil zbran s saladinsko desetino le nekaj let prej in dva- do trikratnik letnega dohodka za Angleško krono pod Rihardom. Rihardova mati Eleonora si je prizadevala zbrati odkupnino. Tako duhovščina kot laiki so bili obdavčeni za četrtino vrednosti njihovega premoženja, zaplenjeni so bili zlati in srebrni zakladi cerkva, denar pa se je zbiral od davkov na škofijo in voznino. Istočasno sta Ivan, Rihardov brat, in francoski kralj Filip ponudila 80.000 mark za Henrika VI., da bi Riharda zadržal v jetništvu do Miklavža leta 1194. Henrik je ponudbo zavrnil. Denar za rešitev kralja so cesarski veleposlaniki nakazali v Nemčijo, vendar »na kraljevo nevarnost« (če bi bil med potjo izgubljen, bi bil Rihard odgovoren), in končno je bil 4. februarja 1194 Rihard izpuščen. Filip je Ivanu poslal sporočilo: »Poglej vase, hudič je na prostosti«.

### Vojna proti Filipu Francoskem
V Rihardovi odsotnosti se je njegov brat Ivan uprl s pomočjo Filipa; med Filipovimi osvajanji v obdobju Rihardovega zapora je bila Normandija. Rihard je odpustil Ivanu, ko sta se znova srečala in ga imenoval za svojega dediča namesto njunega nečaka Arthurja. V Winchestru so 11. marca 1194 Riharda drugič okronali, da bi izničil sramoto svojega ujetništva.
Rihard je začel ponovno osvajanje Normandije. Padec Château de Gisors leta 1193 je odprl vrzel v normanski obrambi. Začelo se je iskanje nove lokacije za nov grad, ki bi branil vojvodino Normandijo in služil kot baza, iz katere bi Rihard lahko začel svojo kampanjo za vrnitev Vexina izpod francoskega nadzora. Identificiran je bil naravno obrambni položaj, ki leži visoko nad reko Seno, pomembno prometno potjo, v dvorcu Andeli. Po določilih pogodbe iz Louviersa (december 1195) med Rihardom in Filipom II. nobenemu kralju ni bilo dovoljeno utrditi mesta; kljub temu je Rihard nameraval zgraditi ogromen Château Gaillard.  Rihard je poskušal posestvo dobiti s pogajanji. Walter de Coutances, rouenski nadškof, ni bil naklonjen prodaji graščine, saj je bila ena najdonosnejših v škofiji, druga zemljišča, ki so pripadala škofiji, pa je nedavno prizadela vojna. Ko je Filip oblegal Aumale v Normandiji, se je Rihard naveličal čakanja in je zavzel dvorec, čeprav je katoliška cerkev temu dejanju nasprotovala. Nadškof je izdal interdikt proti opravljanju cerkvenih obredov v vojvodini Normandiji; Roger iz Howdena je podrobno opisal »nepokopana trupla mrtvih, ki ležijo na ulicah in trgih mest v Normandiji«. Interdikt je bil še vedno v veljavi, ko so se začela dela na gradu, vendar ga je papež Celestin III. razveljavil aprila 1197, potem ko je Rihard podaril zemljo nadškofu in škofiji Rouen, vključno z dvema dvorcema in uspešnim pristaniščem Dieppe.
Kraljevi izdatki za gradove so se znižali z ravni, ki so jih porabili pod Henrikom II., kar je bilo pripisano koncentraciji virov na Rihardovo vojno s francoskim kraljem. Vendar je bilo delo v Château Gaillardu nekaj najdražjega svojega časa in je med letoma 1196 in 1198 stalo med 15.000 in 20.000 £. To je bila več kot dvakratna Rihardova poraba za gradove v Angliji, ocenjenih 7000 funtov. Grad brez primere v svoji hitrosti gradnje je bil večinoma dokončan v dveh letih, ko bi večina gradenj v takšnem obsegu trajala najboljši del desetletja. Po Williamu iz Newburgha je maja 1198 Riharda in delavce, ki so delali na gradu, polil "dež krvi". Medtem ko so nekateri njegovi svetovalci mislili, da je dež zlo znamenje, Riharda to ni prestrašilo. Ker v sicer podrobnih zapisih o gradnji gradu ni omenjen noben zidarski mojster, je vojaški zgodovinar Richard Allen Brown domneval, da je bil Rihard sam glavni arhitekt; to je podprto z zanimanjem, ki ga je Rihard pokazal za delo s svojo pogosto prisotnostjo. V njegovih zadnjih letih je grad postal Rihardova najljubša rezidenca, v Château Gaillardu pa so pisali pisma in listine z »apud Bellum Castrum de Rupe« (na poštenem gradu na skali).
Château Gaillard je bil pred svojim časom z inovacijami, ki so bile sprejete v grajski arhitekturi skoraj stoletje pozneje. Allen Brown je Château Gaillard opisal kot »enega najlepših gradov v Evropi«, vojaški zgodovinar sir Charles Oman pa je zapisal, da je veljal za »mojstrovino svojega časa. Sloves njegovega graditelja, Cœur de Liona, kot velikega vojaški inženir bi lahko trdno stal na tej edini strukturi. Ni bil le kopist modelov, ki jih je videl na Vzhodu, ampak je v trdnjavo uvedel številne izvirne podrobnosti svojega izuma.« 
Odločen, da se upre Filipovim načrtom v spornih anžuvinskih deželah, kot sta Vexin in Berry, je Rihard vložil vse svoje vojaško znanje in ogromna sredstva v vojno proti francoskemu kralju. Organiziral je zavezništvo proti Filipu, vključno z Balduinom IX. Flandrijskim, Renaudom, boulonjskim grofom, in njegovim tastom, navarskim kraljem Sančom VI., ki so napadli Filipovo deželo z juga. Najpomembneje je, da mu je uspelo zagotoviti dediščino Welf na Saškem za svojega nečaka, sina Henrika Leva, ki je bil leta 1198 izvoljen za Otona IV. Nemškega.
Delno zaradi teh in drugih spletk je Rihard večkrat zmagal nad Filipom. V Frétevalu leta 1194, takoj po Rihardovi vrnitvi v Francijo iz ujetništva in zbiranja denarja v Angliji, je Filip pobegnil in pustil svoj celoten arhiv finančnih revizij in dokumentov, ki jih je Rihard zajel. V bitki pri Gisorsu (včasih imenovanem Courcelles) leta 1198 je Rihard za svoj moto vzel Dieu et mon Droit – »Bog in moja pravica« (ki ga še danes uporablja britanska monarhija), kar je ponovilo njegovo prejšnje hvalisanje cesarju Henriku, da je njegov čin ni priznal nobenega nadrejenega razen Boga.

### Smrt
Marca 1199 je Rihard v Limousinu zadušil upor vikonta Aimarja V. Limoškega. Čeprav je bil post, je »z ognjem in mečem opustošil vikontovo deželo«. Oblegal je majhen, skoraj neoborožen grad Châlus-Chabrol. Nekateri kronisti so trdili, da je to zato, ker je lokalni kmet odkril zaklad rimskega zlata.
26. marca 1199 je Riharda v ramo zadela puščica s samostrelom in rana je postala gangrenozna. Rihard je prosil, naj mu pripeljejo samostrelca; kronisti so ga imenovali Pierre (ali Peter) Basile, John Sabroz, Dudo  in Bertrand de Gourdon (iz mesta Gourdon), se je izkazalo (po nekaterih virih, a ne po vseh) za fanta. Rekel je, da je Rihard ubil njegovega očeta in dva brata ter da je Riharda ubil iz maščevanja. Pričakoval je, da ga bodo usmrtili, toda kot končno dejanje usmiljenja mu je Rihard odpustil z besedami »Živi naprej in z mojo nagrado glej svetlobo dneva«, preden je ukazal, naj dečka osvobodijo in pošljejo proč s 100 šilingi.
Rihard je umrl 6. aprila 1199 v naročju svoje matere in tako »končal svoj zemeljski dan.« Zaradi narave Rihardove smrti so jo kasneje imenovali »Mravlja je ubila leva«. Po nekem kronistu se je Rihardovo zadnje viteško dejanje izkazalo za neuspešno, ko je zloglasni plačanski kapitan Mercadier dal fanta živega odreti in obesiti takoj, ko je Rihard umrl.
Richardovo srce je bilo pokopano v Rouenu v Normandiji, njegovo drobovje v Châlusu (kjer je umrl), preostanek njegovega telesa pa pred nogami njegovega očeta v samostamu Fontevraud v Anjouju. Leta 2012 so znanstveniki analizirali ostanke Rihardovega srca in ugotovili, da je bilo balzamirano z različnimi substancami, vključno s kadilom, simbolično pomembno snovjo, saj je bila prisotna tako ob rojstvu kot pri balzamiranju Kristusa.
Henry Sandford, škof iz Rochestra (1226–1235), je objavil, da je videl vizijo Riharda, ki se je marca 1232 dvignil v nebesa (skupaj s Stephenom Langtonom, nekdanjim canterburyjskim nadškofom), kralj pa je domnevno preživel 33 let v vicah kot odrešitev za svoje grehe.
Rihard ni imel zakonitih dedičev in je priznal samo enega nezakonskega sina, Filipa Cognaca. Kot kralj ga je nasledil brat Ivan. Njegova francoska ozemlja, z izjemo Rouena, so sprva zavrnila Uvana kot naslednika in dala prednost njegovemu nečaku Arturju. Pomanjkanje neposrednih Rihardovih dedičev je bil prvi korak k razpadu Anžujskega kraljestva.